# Abordagem centrada na pessoa
Terapia centrada na pessoa, também conhecida como psicoterapia centrada na pessoa, aconselhamento centrado na pessoa, terapia centrada no paciente e Psicoterapia rogeriana, é uma forma de psicoterapia desenvolvida por psicólogo Carl Rogers a partir da década de 1940 e estendendo-se até os anos 80. A terapia centrada na pessoa procura facilitar a tendência, auto-atualizante do paciente, "uma tendência inerente ao crescimento e à realização".
Carl Rogers é tido como o primeiro psicólogo a abordar as questões principais da Psicologia sob a ótica da “Saúde Mental”, ao contrário de outros estudiosos cuja atenção se concentrava na ideia de que todo ser humano possuía uma neurose básica. Rogers rejeitou essa visão, defendendo que, na verdade, o núcleo básico da personalidade humana era tendente à saúde, ao bem-estar, o que ele denominou de Tendência Atualizante. Tal conclusão sobreveio a um processo meticuloso de investigação científica levado a cabo por ele, ao longo de sua atuação profissional.
A partir dessa concepção primária, o processo psicoterapêutico consiste em um trabalho de cooperação entre psicólogo e cliente, cujo objetivo é a liberação desse núcleo da personalidade, obtendo-se com isso a descoberta ou redescoberta da autoestima, da autoconfiança e do amadurecimento emocional.
Há três condições básicas e simultâneas defendidas por Rogers como sendo aquelas que vão permitir que, dentro do relacionamento entre psicoterapeuta e cliente, ocorra a descoberta desse núcleo essencialmente positivo existente em cada um de nós. São elas:
- a consideração positiva incondicional;
- a empatia;
- a congruência.

Em linhas gerais, ter consideração positiva incondicional é receber e aceitar a pessoa como ela é e expressar um afeto positivo por ela, simplesmente por ela existir, não sendo necessário que ela faça ou seja isto ou aquilo; a empatia, por sua vez, consiste na capacidade de se colocar no lugar do paciente, ver o mundo pelos olhos deles e sentir como ele sente, comunicando tal situação para ele, que receberá esta manifestação como uma profunda e reconfortante experiência de estar sendo compreendido, não julgado; por último, é a congruência a condição que permitirá ao profissional, embora nutra um afeto positivo e incondicional por seu paciente e tenha a capacidade de “estar no lugar” dele, a habilidade de expressar de modo objetivo seus sentimentos e percepções, de modo a permitir ao paciente as experiências de reflexão e conclusão sobre si mesmo.
O interessante na abordagem rogeriana é que a aplicação do seu método em psicoterapia, passa por um processo de amadurecimento do próprio psicoterapeuta, já que ele não pode simplesmente apropriar-se da “técnica”, antes que lhe seja próprio e natural agir conforme as condições desenhadas por Rogers. Percebe-se então, por exemplo, que a expressão de uma afetividade incondicional só ocorre devidamente se brotar com sinceridade do psicólogo; não há como simular tal afetividade. O mesmo ocorre com a empatia e com a congruência. Por isso se diz que não existe uma “técnica rogeriana”, mas sim psicólogos cuja conduta pessoal e profissional mais se aproximam da perspectiva de Carl Rogers.
Outro ponto a considerar é que após longos estudos, Carl Rogers chegou a conclusão de que as três condições que descobriu são eficazes como instrumento de aperfeiçoamento da condição humana em qualquer tipo de relacionamento interpessoal, tais como: na educação entre professor e aluno; no trabalho entre chefes e subordinados; na família entre pais e filhos ou entre marido e mulher.
Cabe salientar que a Abordagem Centrada na Pessoa não é a mesma coisa que a Psicologia Fenomenológica-Existencial, embora se saiba que a ACP é reconhecida como uma abordagem que bebe das águas da Fenomenologia e Existencialismo.